# Achilleion

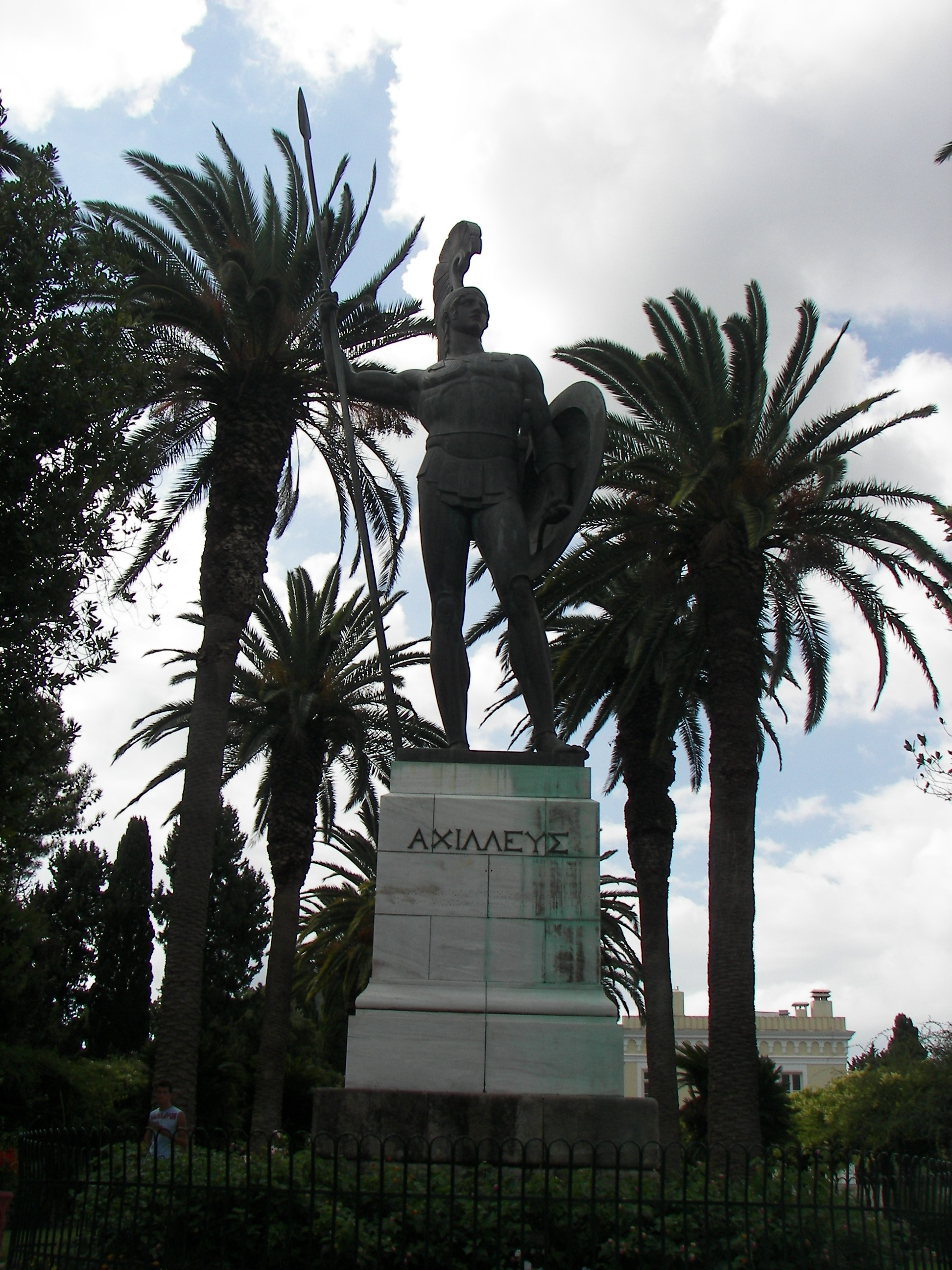
Achilles

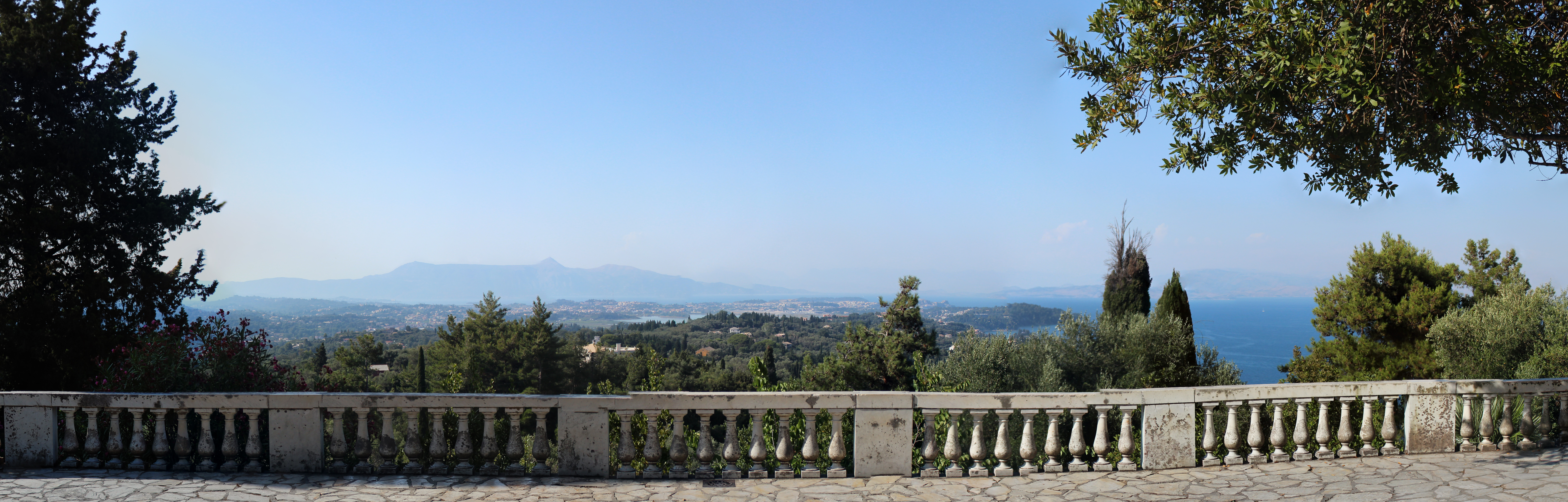
Uitzicht richting Korfoe-stad vanaf het terras van het Achilleion

Het Achilleion (Grieks: Αχίλλειο of Αχίλλειον) is de zomerresidentie die de Oostenrijkse keizerin Elisabeth ("Sisi") tussen 1889 en 1892 liet bouwen op het Griekse eiland Corfu. Het gebouw is een museum en tegen betaling te bezoeken.
Het Achilleion ligt op een heuvel ongeveer tien kilometer ten zuiden van Corfu-stad en heeft noordwaarts een prachtig panoramisch uitzicht op deze stad. Zuidwaarts strekt het uitzicht zich uit tot aan de Ionische Zee.

## Geschiedenis

### De bouw door keizerin Elisabeth
Nadat Elisabeth al in de jaren zestig verschillende keren op Korfoe was geweest om te kuren, vatte zij een enorme belangstelling op voor de Griekse mythologie. Ze bleef regelmatig reizen maken naar Griekenland. Na de tragische dood van haar zoon Rudolf besloot ze zich metterwoon op Korfoe te vestigen. Haar man, keizer Frans Jozef was bereid de bouwsom van 9 miljoen gouden franken te betalen.
Het classicistische gebouw is ontworpen door de Napolitaanse architect Rafaele Carito en werd zowel intern als extern gedecoreerd met neoklassieke beelden van overwegend Italiaanse makelij. Sisi zelf noemde het huis naar haar favoriete klassieke held Achilles. Nadat de keizerin in 1889 even lid geweest was van een comité van aanbeveling voor de oprichting van een monument in Düsseldorf ter ere van haar lievelingsdichter, Heinrich Heine, (een comité waar zij zich overigens om politieke redenen - druk van zowel de antisemitische pers als van het huis Hohenzollern - uit had moeten terugtrekken), richtte zij bij het Achilleion een monument op ter nagedachtenis aan Heine. Er werd een tempelachtig gebouwtje opgericht, met daaronder het standbeeld van een schrijvende Heine.
Lang heeft de keizerin niet van haar paleis kunnen genieten. Zes jaar na de voltooiing werd ze in Genève door een anarchist om het leven gebracht. Haar dochter Gisela erfde het paleis.

### Overname door de Duitse keizer Wilhelm II

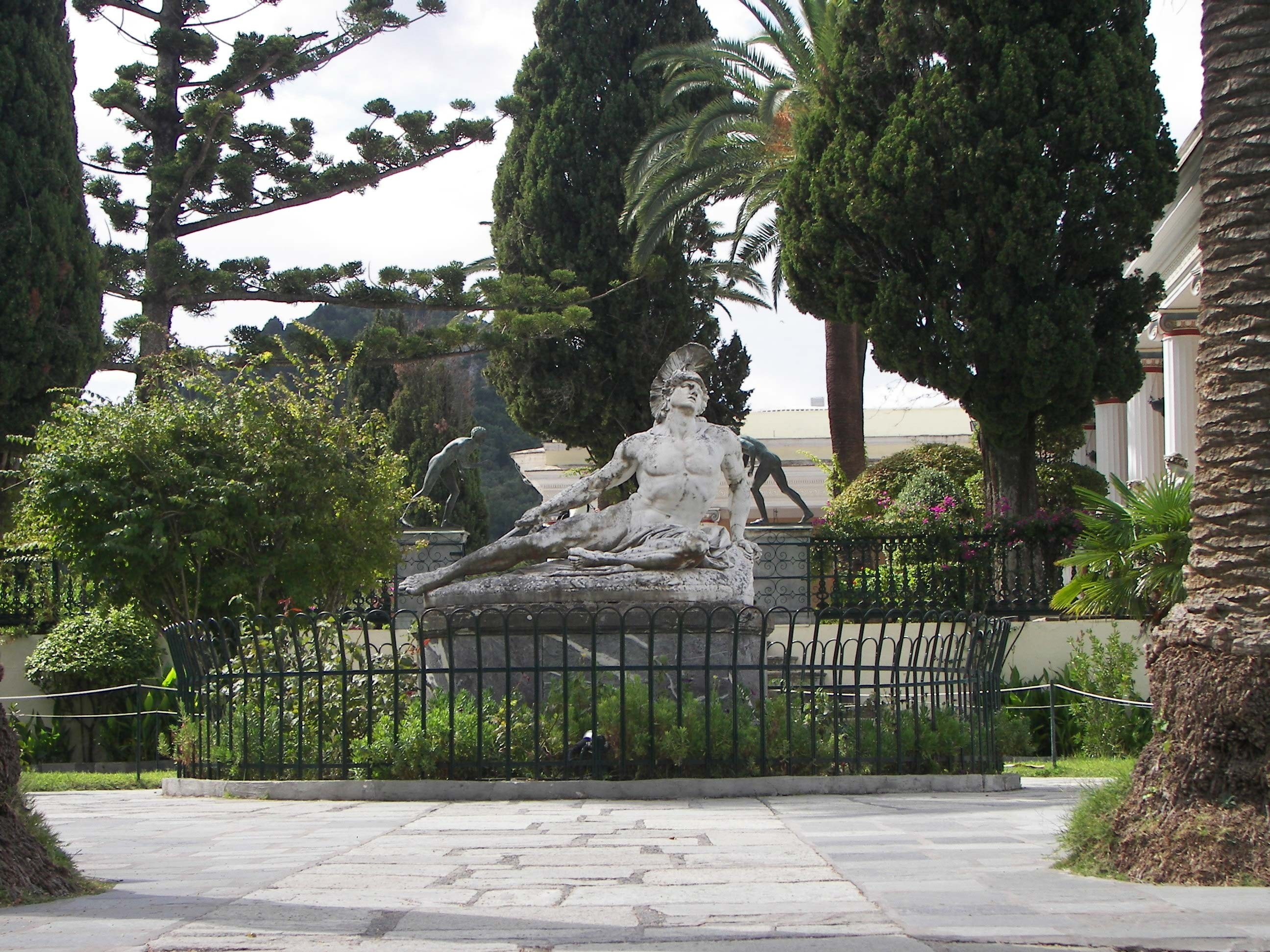
Stervende Achilles (1884) door Ernst Herter

Minder behept met de klassieke oudheid dan haar moeder, verkocht deze het paleis in 1907 aan de Duitse keizer Wilhelm II. Die liet als eerste het Heine-standbeeld verwijderen, hetgeen hem op lof kwam te staan van de sterke antisemitische beweging in zijn land. Het standbeeld werd tevergeefs te koop aangeboden aan de steden Düsseldorf en Hamburg en kwam vervolgens terecht in een Duits café. Tegenwoordig heeft het een waardiger plaats in de Jardin de Mourrillon in Toulon.
Na de Eerste Wereldoorlog viel het paleis toe aan de Griekse staat. In de Tweede Wereldoorlog werd het tijdelijk ingericht als Duits militair hospitaal. Tegenwoordig doet het Achilleion dienst als museum. Er zijn nog verschillende overblijfselen uit de tijd van Elisabeth en Wilhelm II te bezichtigen. Opmerkelijk zijn de verschillen tussen de Achillesfiguren die Sisi respectievelijk Wilhelm II lieten plaatsen. Sisi koos voor de stervende Achilles, die tracht een pijl uit zijn hiel te trekken. Wilhelm verzette zich tegen deze uiting van zwakte en liet een enorme staande Achilles ontwerpen: Heldhaftig, sterk en onoverwinnelijk.

### Restauratie
Het gebouw onderging een restauratie in de jaren 2020, waardoor het gesloten werd voor publiek. De tuinen bleven wel toegankelijk. Beelden, als de stervende Achilles, worden gerestaureerd. 

## Noot
1. ↑  Over het Heine Denkmal bij het Achilleion, zie: Brigitte Hamann, Elisabeth. Kaiserin wider Willen. München, 1981, 1997. blz 475-481